# Robson Dias
Robson Carlos Rodrigues Dias (* 14. September 1983) ist ein ehemaliger brasilianischer Radrennfahrer.
Robson Dias gewann 2002 die sechste Etappe der Volta Ciclística Internacional de Santa Catarina. In der Saison 2007 wurde er Dritter beim Meeting Internacional de Ciclismo de Goiânia und Zweiter bei Prova Ciclística 9 de Julho. Außerdem wurde er Etappendritter bei der Volta Ciclistica do Paraná. 2009 gehörte er zu der Mannschaft, die das Zeitfahren der Volta do Estado de São Paulo gewann. 2014 wurde er brasilianischer Meister im Scratch auf der Bahn. Anschließend beendete er seine Radsportlaufbahn.

## Erfolge

### Straße
2002
- eine Etappe Volta Ciclística Internacional de Santa Catarina

2009
- Mannschaftszeitfahren Volta do Estado de São Paulo

### Bahn
2014
- Brasilianischer Meister – Scratch

## Teams
- 2007 Memorial-Fupes-Santos
- 2014 Memorial-Prefeitura de Santos